# Волтил (Небраска)
Волтил (енгл. Walthill) град је у америчкој савезној држави Небраска.

## Демографија
По попису из 2010. године број становника је 780, што је 129 (-14,2%) становника мање него 2000. године.
| Група             | 2000.       | 2010.       |
| Белци             | 244 (26,8%) | 112 (14,4%) |
| Афроамериканци    | 0 (0,0%)    | 5 (0,6%)    |
| Азијати           | 1 (0,1%)    | 1 (0,1%)    |
| Хиспаноамериканци | 58 (6,4%)   | 26 (3,3%)   |
| Укупно            | 909         | 780         |